# Vinzenz Maria Gredler
Vinzenz Maria Gredler (Telfs, 30 settembre 1823 – Bolzano, 4 maggio 1912) è stato un entomologo, botanico e naturalista austriaco.

## Biografia
Gredler, nacque a Telfs, in una famiglia di contadini, come decimo di quattordici figli. Già in gioventù mostrò un grande interesse per la diversità della natura. Frequentò il liceo francescano a Bolzano ed entrò nell'Ordine di San Francesco. Sebbene all'inizio del noviziato avesse dubbi sulla sua vocazione all'ordine, rimase nel monastero con l'aiuto del maestro dei novizi e noto musicista padre Peter Singer. Studiò teologia e fu ordinato sacerdote nel 1846.
Dopo aver lavorato per un anno come assistente insegnante presso il ginnasio francescano di Hall in Tirolo nel 1848, Gredler si trasferì a Bolzano, dove insegnò storia naturale. Lavorò come autodidatta e acquisì le sue conoscenze attraverso o studio della letteratura scientifica e le escursioni sulle montagne tirolesi. Nel 1852, senza aver completato studi universitari, superò con lode l'esame di Stato in storia naturale e tedesco presso l'Università di Innsbruck. Nel 1855 intraprese un viaggio di studio in Europa. Come scienziato fu sempre in contatto con i più importanti naturalisti del suo tempo. Nel 1867, padre Vinzenz Maria Gredler ricevette un incarico presso l'Università di Buenos Aires, ma non poté accettarlo per motivi interni all'ordine. Nel 1871 l'imperatore Francesco Giuseppe I gli conferì la Croce d'oro al merito con corona per i suoi servizi scientifici.
Gredler insegnò come professore a Bolzano e nel 1872 si batté per la fondazione di un liceo privato francescano a Bolzano, di cui divenne anche il primo direttore. Mantenne questo incarico fino al 1889 e si ritirò nel 1901 (all'età di 78 anni e dopo 53 anni di servizio) come insegnante al Ginnasio di Bolzano. Oltre alla sua attività di ricerca e di insegnamento, padre Vinzenz Maria Gredler fu ripetutamente attivo anche nella gestione della provincia francescana tirolese. 
Gredler fu un pioniere delle scienze naturali emergenti nel XIX secolo. I suoi interessi principali erano rivolti al mondo dei piccoli animali, con particolare attenzione alla descrizione delle lumache, dei coleotteri, delle formiche e degli anfibi della sua terra natale, il Tirolo. Poiché riceveva materiale di studio anche dai missionari della provincia francescana tirolese, scrisse opere sulle lumache e sulle cozze in Bosnia, Nord Africa e Cina. Nel suo lavoro geologico si interessò in particolare ai ghiacciai tirolesi. Scrisse anche opere poetiche che illuminano la natura da una prospettiva filosofica e teologica.
Scrisse 338 pubblicazioni su vari argomenti: geologia, mineralogia, botanica, zoologia (mammiferi, uccelli, rettili, anfibi, molluschi, insetti), arte, antropologia e storia. Intraprese numerose escursioni naturalistiche nel Tirolo e  raccolse, anche con l'aiuto dei suoi seminaristi  e allievi, i reperti delle ricerche in una ricca collezione di storia naturale che oggi è conservata nel museo del Ginnasio di Bolzano (o Museo Tirolese di Scienze Naturali del Ginnasio dei Padri Francescani).
Dopo 90 anni di vita, di cui oltre 70 trascorsi nell'Ordine di San Francesco, morì nel convento francescano di Bolzano .

## Opere
- (DE)  1853. Bemerkungen über einige Conchylien der Gattungen Pupa Pomatias, Programm des Franziskanergymnasiums Bozen 3: 45-52.
- (DE)  1856. Tirols Land- und Süßwasser-Conchylien: Die Landconchylien I, in Verhandlungen des Zoologisch-Botanischen Vereins in Wien, (Abhandlungen) 6: 25-162, 2 tavole, Bolzano.
- (DE)  1856. Die Ameisen Tirols, Bolzano
- (DE)  1863. Die Käfer von Tirol nach ihrer horizontalen vertikalen Verbreitung, Bolzano.
- (DE)  1868. Die Urgletscher-Moränen aus dem Eggenthale, Bolzano.
- (DE)  1877. Mittheilungen aus dem Gebiete der Malakozoologie. Nachrichtsblatt der Deutschen Malakozoologischen Gesellschaft 9 (1): 1-6. Frankfurt am Main.
- (DE)  1886. Excursion ins Val Vestino, in Nachrichtsblatt der Deutschen Malakozoologischen Gesellschaft, 18 (9-10): 134-140.
- (DE)  1893. Zur Conchylien-Fauna von China, Bolzano.
- (DE)  1895. Die Porphyre der Umgebung von Bozen und ihre mineralogischen Einschlüsse, Bolzano.